# 苏联森林工业人民委员部
苏联森林工业人民委员部（俄语：Министерство лесной промышленности СССР，直译为“苏联锯材工业人民委员部”）是1931年至1946年苏联中央政府（即苏联人民委员会）设立的主管森林工业的一个人民委员部。苏联的营林业与采伐业是分开领导管理、相互监督，因此译作“苏联林业人民委员部”并不恰当。

## 历史
1931年末，苏联中央政府唯一主管工业的苏联最高国民经济委员会分立出轻工业人民委员部、森林工业人民委员部之后，其余部分改组为重工业人民委员部；加盟共和国和州（边疆区）的国民经济委员会改组为轻工业部和轻工业局。1932年1月5日，以苏联最高国民经济委员会森林工业和木材加工管理局为基础的森林工业人民委员部正式成立。为垂直领导管理的全联盟部。
1940年4月7日，从森林工业人民委员部分立出纸浆和造纸工业人民委员部。
1946年3月15日，苏联森林工业人民委员部改为苏联森林工业部。苏联纸浆和造纸工业人民委员部改为苏联纸浆和造纸工业部。
1948年7月29日，苏联森林工业部和苏联纸浆和造纸工业部合并为苏联森林工业和造纸工业部。1951年2月16日，苏联森林工业和造纸工业部分为联盟-共和国部性质的苏联森林工业部以及全联盟部性质的苏联造纸和木材加工工业部。
1953年苏联森林工业部和苏联造纸和木材加工工业部再次合编为苏联森林工业和造纸工业部。1954年再次分立为苏联森林工业部和苏联造纸和木材加工工业部。1957年森林工业下放地方，成立俄罗斯苏维埃联邦社会主义共和国森林工业部。1962年成立苏联森林工业、纸浆和造纸、木材加工工业国家委员会。

## 苏联森林工业人民委员
| 苏联森林工业人民委员           | 任期                    |
| ------------------------------ | ----------------------- |
| 西蒙·洛博夫                    | 1932.1.5 - 1936.1.10    |
| 弗拉基米尔·伊万诺维奇·伊万诺夫 | 1.10.1936 - 30.12.1937  |
| 米哈伊尔·雷科夫                | 1937.12.30 – 1938.10.30 |
| 瑙姆·安采洛维茨                | 1938.10.30 – 1940.7.2   |
| 费多尔·谢尔盖耶维奇            | 1940.7.2 – 1942.1.1     |
| 米哈伊尔·萨尔蒂科夫            | 1942.1.1 – 1947.3.12    |
| 乔治·米哈伊洛维奇·奥尔洛夫     | 1947.3.12 – 1957.7.13   |